# Servins
Servins település Franciaországban, Pas-de-Calais megyében. Lakosainak száma 1146 fő (2022. január 1.). Servins Hersin-Coupigny, Bouvigny-Boyeffles, Camblain-l’Abbé, Estrée-Cauchy, Fresnicourt-le-Dolmen, Gouy-Servins és Villers-au-Bois községekkel határos.

## Népesség
A település népessége az elmúlt években az alábbi módon változott:
| Lakosok száma | 1100 | 1095 | 1096 | 1093 | 1106 | 1120 | 1133 | 1134 | 1146 |
|               | 2013 | 2015 | 2016 | 2017 | 2018 | 2019 | 2020 | 2021 | 2022 |